# Eva Labouvie
Eva-Maria Labouvie (* 29. Juni 1957 in Saarlouis) ist eine deutsche Historikerin.

## Leben
Nach dem Abitur am Gymnasium in Dillingen/Saar im Jahr 1977 studierte Eva Labouvie an der Universität des Saarlandes in Saarbrücken Geschichte und Germanistik. Hier wurde sie im Jahr 1989 zum Thema Hexen- und Aberglauben in der Frühen Neuzeit promoviert. 1987 bis 1991 arbeitete sie am Lehrstuhl für Neuere Geschichte an der Universität des Saarlandes. 1991 bis 2002 war sie dort Leiterin der Forschungsstelle für historische Regionalforschung und der Arbeitsstelle für historische Kulturforschung. 1997 wurde sie im Fachbereich Neuere Geschichte und Landesgeschichte zum Thema Geburt und weiblicher Kultur von 1500 bis 1910 habilitiert. Seit April 2002 ist sie als Professorin für Geschichte der Neuzeit (17.–19. Jahrhundert) mit dem Schwerpunkt der Geschlechterforschung am Institut für Geschichte (IGES) der Otto-von-Guericke-Universität in Magdeburg tätig.
Seit 1999 ist sie die deutsche Vertreterin der International Federation for Research in Women’s History. Von 2002 bis 2011 war sie Leiterin und Koordinatorin des Arbeitskreises für Historische Frauen- und Geschlechterforschung e. V. in den Neuen Bundesländern, von 2011 bis 2014 war sie Vorsitzende des bundesweiten Arbeitskreises historische Frauen- und Geschlechterforschung (AKHFG). Sie ist Mitglied der Kommission für Saarländische Landesgeschichte.

## Auszeichnungen
1995 wurde sie für ihre Arbeit mit dem Heinz-Maier-Leibnitz-Preis ausgezeichnet. 2016 wurde sie vom Landesfrauenrat Sachsen-Anhalt zur Botschafterin für Gleichstellung ernannt.

## Schriften (Auswahl)
- Zauberei und Hexenwerk. Ländlicher Hexenglaube in der frühen Neuzeit. Fischer Taschenbuch 10493, Frankfurt am Main 1991, 2. Auflage 1993, ISBN 3-596-10493-9 (Originalausgabe).
- Verbotene Künste. Volksmagie und ländlicher Aberglaube in den Dorfgemeinden des Saarraumes (16.–19. Jahrhundert) (= Saarland-Bibliothek. Band 4). Röhrig Universitätsverlag, St. Ingbert 1992, ISBN 3-924555-71-0 (Dissertation Universität Saarbrücken 1989, unter dem Titel: Zauberei und Hexenwerk).
- Andere Umstände. Eine Kulturgeschichte der Geburt. Böhlau, Köln / Weimar / Wien 1998; 2. Auflage 2000, ISBN 3-412-02598-4.
- Beistand in Kindsnöten. Hebammen und weibliche Kultur auf dem Land (1550–1910) (= Geschichte und Geschlechter. Band 29). Campus, Frankfurt am Main / New York 1999, ISBN 3-593-36361-5 (Habilitationsschrift, Universität Saarbrücken, 1997).
- mit Ramona Myrrhe (Hrsg.): Familienbande – Familienschande. Geschlechterverhältnisse in Familie und Verwandtschaft. Böhlau, Köln u. a. 2007, ISBN 978-3-412-21806-5.
- (Hrsg.): Adel in Sachsen-Anhalt. Höfische Kultur zwischen Repräsentation, Unternehmertum und Familie. Böhlau, Köln u. a. 2007, ISBN 978-3-412-12906-4.
- (Hrsg.): Adel an der Grenze. Höfische Kultur und Lebenswelt im SaarLorLux-Raum (1697–1815). Saarbrücken 2009, ISBN 978-3-9811672-0-7.
- (Hrsg.): Schwestern und Freundinnen. Zur Kulturgeschichte weiblicher Kommunikation. Böhlau, Köln u. a. 2009, ISBN 978-3-412-20358-0.
- Frauen in Sachsen-Anhalt. Ein biographisch-bibliographisches Lexikon vom Mittelalter bis zum 18. Jahrhundert. Böhlau, Köln u. a. 2015, ISBN 978-3-412-50128-0.
- Frauen in Sachsen-Anhalt 2. Ein biographisch-bibliographisches Lexikon vom 19. Jahrhundert bis 1945. Böhlau, Köln u. a. 2019, ISBN 978-3-412-51145-6.[4]
- (Hrsg.): Glaube und Geschlecht. Böhlau, Köln u. a. 2019, ISBN 978-3-412-51251-4.